# Џаспер (Алабама)
Џаспер (енгл. Jasper) град је у америчкој савезној држави Алабама. По попису становништва из 2010. у њему је живело 14.352 становника.

## Демографија
Према попису становништва из 2010. у граду је живело 14.352 становника, што је 300 (2,1%) становника више него 2000. године.
| Група             | 2000.          | 2010.          |
| Белци             | 11.739 (83,5%) | 11.462 (79,9%) |
| Афроамериканци    | 1.965 (14,0%)  | 1.929 (13,4%)  |
| Азијати           | 74 (0,5%)      | 107 (0,7%)     |
| Хиспаноамериканци | 189 (1,3%)     | 628 (4,4%)     |
| Укупно            | 14.052         | 14.352         |